# Johannes Neumann (Schwimmer)
Johannes Neumann (* 5. November 1985 in Leipzig) ist ein ehemaliger deutscher Schwimmer.

## Werdegang
Er schwamm für zunächst für München, Regensburg und den SC Riesa über seine Spezialdisziplinen 50 m, 100 m und 200 m Brust. 2009 wechselte er zum SC Wiesbaden 1911, wo er 2013 seine Schwimmkarriere beendete.
Bei den Junioreneuropameisterschaften 2003 in Glasgow siegte Johannes Neumann über die 200 m Brust mit neuem deutschen Rekord in der offenen Klasse. Mit der 4 × 100-m-Lagenstaffel erreichte er den 2. Platz.
Im folgenden Jahr wurde er bei den Deutschen Meisterschaften 2004, die gleichzeitig die Olympiaqualifikation für Athen bedeuteten, Vizemeister über 200 m Brust. Dennoch verpasste er die Olympianorm knapp.
Er war Deutscher Meister 2005 über 200 m Brust und Deutscher Meister 2006 über 100 und 200 m Brust. Bei den Deutschen Wintermeisterschaften 2006 holte er über beide Strecken ebenfalls den Titel. Bei den Deutschen Meisterschaften 2007 musste er sich über 50 m Brust Mark Warnecke und über 100 m Brust Andreas Lösel geschlagen geben, über 200 m Brust war er nicht am Start. Zwischen 2003 und 2007 hielt er jedoch über die 200-m-Bruststrecke den deutschen Rekord.
Bei den Kurzbahneuropameisterschaften 2006 in Helsinki holte er mit der 4 × 50-m-Lagenstaffel die Goldmedaille in der Weltrekordzeit von 1:34,06 Minuten. Er nahm auch an den Schwimmeuropameisterschaften 2006 in Budapest, den Schwimmweltmeisterschaften 2007 in Melbourne, den Schwimmeuropameisterschaften 2008 in Eindhoven und den Kurzbahneuropameisterschaften 2008 in Rijeka teil, konnte sich aber über die Bruststrecken (50 m, 100 m und 200 m) nicht für die Finalläufe qualifizieren.
Bei der Qualifikation für die Olympischen Sommerspiele in Peking sicherte er sich bei den Deutschen Meisterschaften 2008 in Berlin den Titel über 50 m und 100 m Brust. Allerdings scheiterte er über die 100 m um 14/100 Sekunden nur knapp an der Olympianorm. Aufgrund einer schweren Lebensmittelvergiftung konnte er seine Paradedisziplin, die 200 m Brust nicht antreten.
Im Dezember 2008 schwamm Johannes Neumann bei einem Wettkampf in Magdeburg neuen deutschen Rekord über 100 m Brust in 1:00,45 Minuten. Gleichzeitig verpasste er den von Mark Warnecke gehaltenen Rekord über 50 m Brust mit 27,49 Sekunden nur um 5/100 Sekunden und belegte damit in der Weltjahresbestenliste 2008 Platz 3.
Im Jahr 2009 konnte sich Johannes Neumann über 50 m, 100 m und 200 m Brust für die Schwimmweltmeisterschaften 2009 in Rom qualifizieren. Hier erreichte er über die 50 m und 100 m Brust das Halbfinale.
Bei der Olympiaqualifikation 2012 gelang es Johannes Neumann noch einmal deutscher Meister über 50 m Brust zu werden und auch über 100 m Brust erreichte er den 2. Platz. Auch bei seinem dritten Versuch, sich für Olympia zu qualifizieren scheiterte er denkbar knapp an der Norm.
Insgesamt erschwamm sich Johannes Neumann 9 deutsche Meistertitel über 50 m, 100 m und 200 m Brust und hielt zwischenzeitlich über alle drei Bruststrecken den deutschen Rekord der Männer.

## Rekorde
| Europarekorde (1)                                          | Europarekorde (1) | Europarekorde (1) | Europarekorde (1) |
| ---------------------------------------------------------- | ----------------- | ----------------- | ----------------- |
| 4 × 50 m Lagen (Kurzbahn) (mit Meeuw, Rupprath, Schreiber) | 01:34,06 min      | 7. Dezember 2006  | Helsinki          |
| Deutsche Rekorde (1)                                       |                   |                   |                   |
| 4 × 50 m Lagen (Kurzbahn) (mit Meeuw, Rupprath, Schreiber) | 01:34,06 min      | 7. Dezember 2006  | Helsinki          |
| (Stand: 30. Juli 2008)                                     |                   |                   |                   |